# أليكس تومسون (لاعب كريكت)
أليكس تومسون (30 أكتوبر 1993 في المملكة المتحدة - ) (بالإنجليزية: Alex Thomson)‏ هو لاعب كريكت بريطاني. لعب مع نادي وارويكشاير للكريكيت ‏ وCardiff MCC University ‏.

## وصلات خارجية
- أليكس تومسون على موقع إي آس بي آن كريك إنفو (الإنجليزية)